# Les Escales
Les Escales est un festival de musique world, pop, rock, electro se déroulant fin juillet sur le port de Saint-Nazaire en France organisé par l'association Les Escales.

## Histoire
Les Escales est un festival urbain situé en centre ville. Après deux années de préfiguration, la 1re édition du Festival Les Escales voit le jour au cœur de l'été 1992. C’est entre l'estuaire de la Loire et l’océan Atlantique que le Festival a tout naturellement trouvé sa place, sur le site exceptionnel de l'Île du Petit Maroc, sur le Port de Saint-Nazaire.
À partir de l'édition 2016, le festival se déroule sur trois jours. Cette 25e édition réunit 42 000 spectateurs.
En 2017, la 26e édition réunit 41 000 spectateurs.
En 2018, la 27e édition réunit 37 400 spectateurs.
La 29e édition, initialement prévue du 24 au 26 juillet 2020, est annulée, à la suite de l'interdiction de rassemblements de plus de 5 000 personnes avant le mois de septembre, prononcée par le Premier ministre français Édouard Philippe le 28 avril, en raison de la pandémie de coronavirus.

## Le projet musical
- Originellement festival de musiques du monde, le festival des Escales est devenu un festival de musiques actuelles sous l'impulsion de Gérald Chabaud[5] qui est directeur du festival depuis février 2015[6].
- À chaque nouvelle édition, le festival propose un focus sur une ville[5].

## Programmation depuis 2001

### Années 2000

#### Édition 2001: Sous les tropiques
Le festival a lieu les 10 et 11 août.
Danyèl Waro - Granmoun Lélé - René Lacaille - Salem Tradition - Dédé Saint-Prix - Féo-Gasy - Tam Tam des Cools - Lego & Featuring Haja Madagascar - Les Vont Nus Pieds - Tiken Jah Fakoly - Max Roméo - Brother Resistance - Ernesto Tito Puentes - Jimmy Bosch - Maria Ochoa - Manolito y su Trabuco - Djama - Célestino Lopez - Yossoma - Yvan l'Impossible - Compagnie Artus - Les Sanglés - Compagnie l'Empreinte

#### Édition 2002: Les musiques hispanisantes
Le festival a lieu les 9 et 10 août.
Raúl Barboza (Argentine) - Gotan Project (Argentine/France) - Amparanoia (Espagne) - Canizares (Espagne) - Radio Tarifa (Espagne) - Juan Carlos Caceres (Argentine) - Tonino Carotone (Espagne) - Tania Libertad (Pérou) - La Verbena Popular (Mexique) - Antonio Rivas (Colombie) - Ojos de Brujo (Espagne) - Panico (Chili/France) - Mono Blanco (Mexique) - Martires del Compas (Espagne) - Minino Garay (Argentine) - Tamboro Mutanta (Argentine) - Mas Bajo (France/Mexique) - Création "3 accordéons en escale" - Cie El Espejo Negro (Espagne) - Cie Picto Facto (France) - Cie Les Goulus Obsessionnels (France)

#### Édition 2003: Les escales équatoriales
Le festival a lieu les 8 et 9 août.
Susheela Raman (Inde) - Lokua Kanza (RD Congo) - Zao (Congo) - Yuri Buenaventura (Colombie) - Tony Allen (Nigeria) - Abdel Gadir Salim All Stars (Soudan) - Silverio Pessoa (Brésil) - Gangbé Brass Band (Bénin) - La Troupe de Brazza (Congo) - DJ Dolores & Orchestra Santa Massa (Brésil) - Ba Cissoko (Guinée) - Wan Ton Melody (Guyane) - Wi Bassie (Guyane) - Spoity Boys (Guyane) - Energy Crew (Guyane) - Chris Combette (Guyane) - DJ Pit (Guyane) - Création vidéo François Bensignor et Surinam Control - Cie Dynamogene "Culbuto" - Cie Picto Facto "Brimborions" - Cie Okupa Mobil "Les Grooms"

#### Édition 2004: Les terres promises
Le festival a lieu les 6 et 7 août.
Natacha Atlas (Angleterre / Égypte)) , Goran Bregovic (Serbie) , Lo'Jo (France) - L'Orchestre de Nazareth (israélo-arabe), Imad Saleh (Palestine), Yair Dalal (Israël), DAM (Palestine), Kamilya Jubran (Palestine), Dal'Ouna (Palestine), Blackfire (Indiens d'Amérique), Mariem Hassan (Sahraouis), Tartit (Touaregs), Tinariwen (Touaregs), Afous Afous (Touaregs), Sivan Perwer (Kurdes), Senem Diyici (Kurdes), Tcham (Tibétains), Kabul Workshop l'atelier de travail en exil (Afghanistan), Clao Nordestino (Sans-Terre du Brésil) et des spectacles de rue avec la Compagnie Les Trois Points de Suspension, Compagnie L'Arbre à Nomades, Begat Theater Compagnie

#### Édition 2005: Greenwich: aller-retour
Le festival a lieu les 5 et 6 août.
Toots & The Maytals - Grand National - Bombay Baja - Club London avec Aurelius, DJ Candyman et Ezra (Grande-Bretagne) - Ridan - Kwal - Que de la Bouche (France) - L'Ham de Foc (Espagne) - Cheb Mami - Rachid Taha - Cheba Djamila - Chiheb - Nadim - Transe Gnawi - Groupe Liberté - Aïssawa de Mostaganem - Ghaïta Trio ( Algérie) - Mamani Keïta & Marc Minelli - Adama Yalomba - Idrissa Soumaoro (Mali) - Kady Diarra - Sofaa (Burkina Faso) - Rex Omar (Ghana) - concert jeune public avec ZUT - Cie La Baldufa - Cie Artus - Cie Deabru Beltzak - Cie Cavaluna

#### Édition 2006: D'Asie et d'ailleurs
Le festival a lieu les 4 et 5 août.
Oscar D'Léon (Venezuela) - Seun Kuti & Egypt'80 (Nigeria) - Vincent Malone (France) - Mark Atkins (Australie) - Flure (Thaïlande) - Tserendavaa & Tsogtgerel (Mongolie) - SambaSunda (Indonésie) - Mad Sheer Khan (Iran/Algérie) - Debashish Bhattacharya (Inde) - Liu Fang et Henri Tournier (Chine) - Sisygambis (France/Asie) - Shantel (Allemagne) - Pascal of Bollywood (Inde/France) - Maceo Parker (États-Unis) - Okna Tsahan Zam (Kalmoukie, Mongolie) - Mahotella Queens (Afrique du Sud) - David Krakauer's Klezmer Madness - Huong Thanh & Nguyên Lê sextet (Viêt Nam) - Dulsori (Corée du Sud) - Les frères Belmondo & Yusef Lateef (France/États-Unis) - Faiz Ali Faiz & Titi Robin (Pakistan/ France)

#### Édition 2007: Autres mers
Le festival a lieu les 3 et 4 août.
Officina Zoé (Italie) - Tsehaytu Beraki (Érythrée) - "Vertiges" Tony Gatlif (France) - Rabeh Saqr (Arabie saoudite) - Abayazid (Djibouti) - Abdulatif Yagoub & DuOud (Yémen) - Iacob Maciuca 4tet (Roumanie) - KENDAMA Compagnie des quidams (Spectacle de rue) - Krísti Stassinopoúlou (Grèce) - Zmiya (Nantes Égypte) - Nicola Conte (Italie) - Mazaher (Égypte) - Natacha Atlas (Angleterre Égypte) - Emmanuel Jal (Soudan) - DJ Click (France) - Robinson (jeune public - France) - Ensemble Basiani (Géorgie) - TerraFolk (Slovénie) - Burhan Oçal & Ensemble Oriental D'Istanbul (Turquie) - Alexei Aigui & l'ensemble 4'33" (Russie) - Abdulatif Yagoub (Yémen) - Ivo Papazov (Bulgarie) - Trans Global Underground (Angleterre) - Baba Zula (Turquie) - OMFO (Ukraine)

#### Édition 2008: transes atlantiques
Le festival a lieu les 8 et 9 août.
Ramiro Musotto (Brésil - Argentine) - Vieux Farka Touré (Mali) - Herminia (Cap Vert) - Dee Dee Bridgewater (États-Unis - New-York) - Agua Na Boca (France) - Antibalas (États-Unis - New-York) - Balkan Beat Box (États-Unis - New-York) - Charlelie Couture (France) - Nervous Cabaret (États-Unis - New-York) - DJ Chico Correa (Bésil) - Asa (Nigéria) - Sonic Youth (États-Unis - New-York) - Pee Wee Ellis & Guests (États-Unis -New-York) - Alpha Blondy (Côte d'Ivoire) - Rémy Kolpa Kopoul a.k.a RKK (France)

#### Édition 2009: transes atlantiques
Le festival a lieu les 7 et 8 août.
Cesária Évora (Cap-Vert) - Sergent Garcia (France) - Ray Lema & le Saka Saka Orchestra (Rép. Démocratique du Congo) - Winston McAnuff & the Homegrown band (Jamaïque) - Melingo (Argentine) - Tumi and the Volume (Afrique du Sud) - Simon Nwambeben (Cameroun/France) - Mo Dj (Mali), Mounira Mitchala (Tchad) - Titi Robin (France) & Majid Bekkas (Maroc) - Marianne Faithfull (Grande-Bretagne) - Abd Al Malik (France) - Konono N°1 (Rép. Démocratique du Congo) - Calypso Rose (Trinidad & Tobago) - Speed Caravan Collectif (Franco/algérien) - Le SpokFrevo Orquestra (Brésil) - Curumin (Brésil)

### Années 2010

#### Édition 2010: Musiques noires
Le festival a lieu les 6 et 7 août.
Youssou N'Dour (Sénégal), Salif Keita (Mali), Féfé (France), George Clinton & Parliament & Funkadelic (États-Unis), Rokia Traoré (Mali), Abraham Inc. (Fred Wesley – Socalled – David Krakauer) (États-Unis/Canada)

#### Édition 2011: Planètes Musique - 20 ans d'Escales
Le festival a lieu les 5 et 6 août. Il accueille 45 000 personnes. 
Vendredi 5 août : Gilberto Gil (Brésil), Femi Kuti (Nigéria), Yael Naim (Israël), Orchestre National de Barbès (France), Taraf de Haidouks & Kočani Orkestar (Roumanie/République de Macédoine), Gnawas d'Agadir (Maroc), Titi Robin & Faiz Ali Faiz (France/Pakistan), Mexican Institute of Sound (Mexique), Niqolah Seeva (France)
Samedi 6 août : Manu Dibango (Cameroun), Gotan Project (France/Suisse/Argentine), Stromae (Belgique), Axel Krygier (Argentine), Danyèl Waro (La Réunion), Christine Salem (La Réunion), Bomba Estereo (Colombie), Shantel & Bucovina Club Orkestar (Allemagne)

#### Édition 2012: Indian Connexions
Le festival a lieu les 3 et 4 août. Il accueille 27 000 personnes. 
Vendredi 3 août : Kid Creole and the coconuts (États-Unis), Lee Scratch Perry & Max Romeo & The Congos(Jamaïque), Nneka (Nigéria/Allemagne), Slow Joe & The Ginger Accident (Inde/France), Juju (Gambie/Grande-Bretagne), Didier Lockwood et Raghunath Manet (France/Inde), Fatoumata Diawara (Mali), Imany (Comores), Dhols of Jaipur (Inde), Pandit Debashish Bhattacharya et Subhasis Bhattacharjee (Inde)
Samedi 4 août : Luz Casal (Espagne), Susheela Raman (Inde/Royaume-Uni), Asian Dub Foundation (Royaume-Uni), Ibrahim Maalouf (Liban/France), Orchestre Poly-Rythmo de Cotonou (Bénin), Blake Worrell (États-Unis), Zakir Hussain (Inde), Souad Massi (Algérie)

#### Édition 2013: World Music & Tucson
Le festival a lieu les 2 et 3 août.
Vendredi 2 août : Earth Wind and Fire Experience feat. Al McKay (États-Unis), Asaf Avidan (Israël), Goran Bregovic (Serbie), Amparo Sanchez (Espagne), Criolo (Brésil), Chicha Libre (New York/Amérique Latine), Juan Carmona (Espagne), Gabriel Sullivan (Tucson), Tom Walbank (Tucson), Mariachi "Luz de Luna" (Tucson)
Samedi 3 août : Amadou et Mariam (Mali), Oxmo Puccino (France), Steel Pulse (Grande-Bretagne), Skip&Die (Hollande/Afrique du Sud), Roberto Fonseca (Cuba), Mulatu Astatke (Éthiopie), Brian Lopez (Tucson), Chicha Dust (Tucson), Tom Walbank (Tucson), Mariachi "Luz de Luna" (Tucson)

#### Édition 2014: Istanbul
Vendredi 1er août : Ben l'Oncle Soul, Bootsy Collins, Kardes Türküler, Meridian Brothers, Jupiter & Okwess interntional, Tinariwen, Winston McAnuff, Baba Zula & Ziya Azazi, Baris K, Murat Meriç, Derdiyoklar, Congopunq. 
Samedi 2 août : AYO, Guillaume Perret, Kadebostany, Bobby Womack, Keziah Jones, Hüsnü Senlendirici, Brushy On String, Ilhan Erashin's, Murat Meric, Baris K, Les Frères Casquette, Deltas, Derdiyoklar.

#### Édition 2015: Valparaiso
Vendredi 7 août : Yael Naim, Caribbean Dandee, Cerrone, Vaudou Game, Jungle by night, Lafloripondio, Pascuala Ilabac Y Fauna, Le Bal de l'Afrique Enchantée, Poder Guadana, Tribalvoix, La Isla de la Fantasia, Dj Nakaye. 
Samedi 8 août : Les Ambassadeurs, Groundation, 2 Many DJ's, Dhafer Youssef, Malted Milk & Toni Green, Chico Trujillo, Dakhabrakha, Pascuala Ilabac Y Fauna, La Smala Banda, Poder Guadana, Dj Nakaye, La Isla de la Fantasia, Tribalvoix.

#### Édition 2016: Cape Town
Vendredi 29 juillet : Faada Freddy, Iggy Pop, Caravan Palace, Calypso Rose, Skip and Die VS Lindigo, Tumi, Alice Phoebe Lou, Native Young, Dookoom, Ubuntu, Dj Maramza, Dj Invizable, Dj Dubmasta China. 
Samedi 30 juillet : Selah Sue, The Shoes, Breakbot, Ibeyi, General Elektriks, Batuk, Native Young, Dope Saint Jude, Dookoom, Ubuntu, Dj Maramza, Dj Invizable, Dj Nick Mattews. 
Dimanche 31 juillet : Johnny Clegg, Orange Blossom, Louise attaque, Petite Noir, Grupo Fantasma, Battle Corde Lisse, Dope St Jude, Jambinai, Ubuntu, Dj Maramza, Dj Invizable, Dj Nick Mattews, Dj Dubmasta China.

#### Édition 2017:Détroit
Vendredi 28 juillet : Jain, Lee Fields, Jeff Mills & Tony Allen , Talisco, Milky Chance, Timeline, Daune, Passalacqua, Ko Ko Mo, Queen Kwong
Samedi 29 juillet : Martha and the Vandellas, Derrick May, Fédération française de fonck, LP, Møme, Flint Eastwood, Inna De Yard, Tunde Olaniran
Dimanche 30 juillet : Pixies, Imany, Camille, Carl Craig, Throes + The Shine

#### Édition 2018:Melbourne
- Vendredi 27 juillet : Etienne Daho, Beth Ditto, Eddy de Pretto, Feder, Gogol Bordello, Kokoko!, Confidence Man, Glaö, Alex Lahey, RVG, Ben Whiting, Remi, Fantastic Man, CC:Disco!
- Samedi 28 juillet : Kool & the Gang, Ofenbach, Polo & Pan, Her, 20syl & Mr. J. Medeiros, Inüit, Alex Lahey, Ecca Vandal, RVG, Ben Whiting, Remi, Fantastic Man, CC:Disco!
- Dimanche 29 juillet : Bigflo et Oli, Jane Birkin, Oumou Sangaré, Meute, Ghetto Kumbé, Glaö, Alex Lahey, Ecca Vandal, Ben Whiting, Remi, Fantastic Man, CC:Disco!

#### Édition 2019:São Paulo

Édition 2019
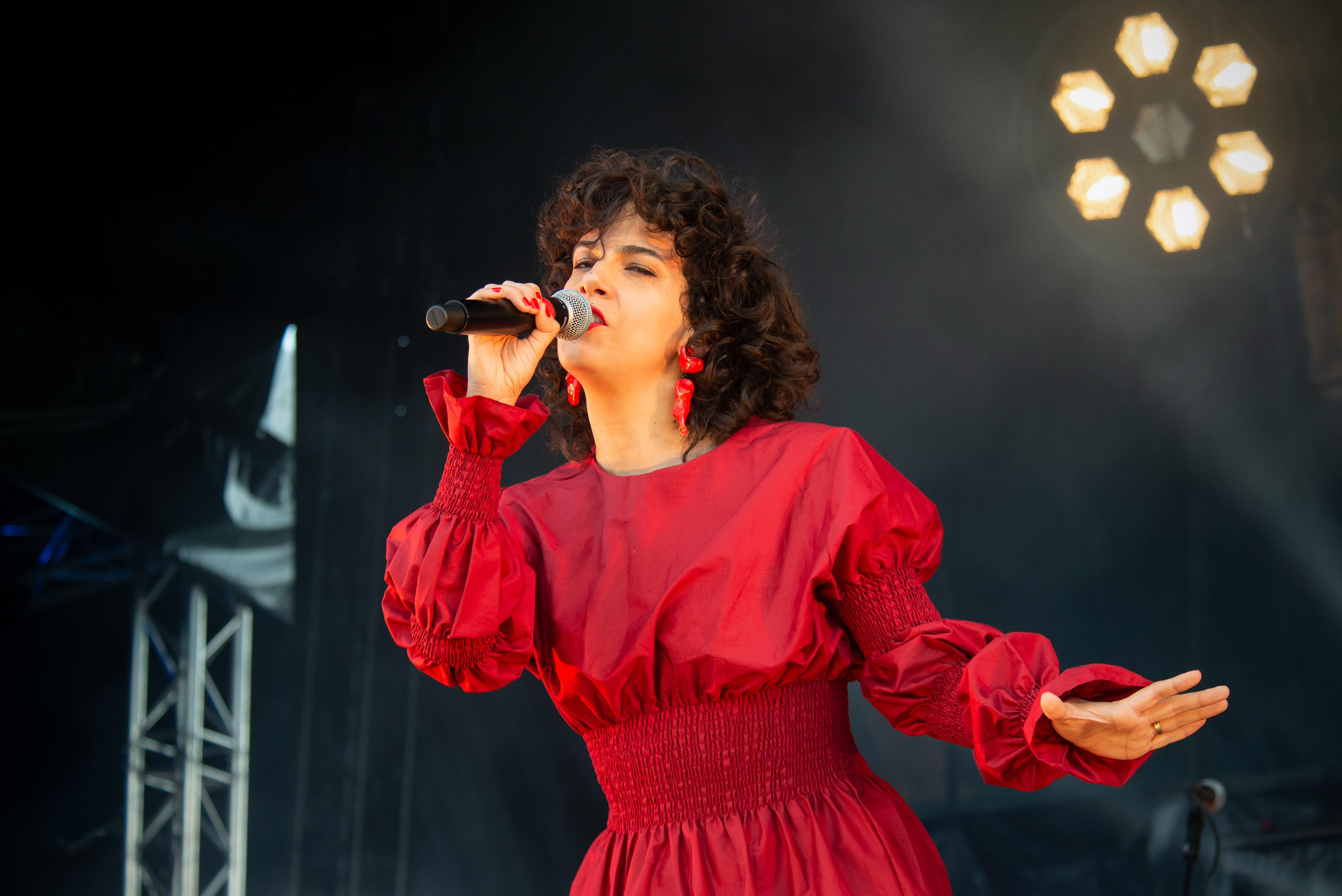
Céu
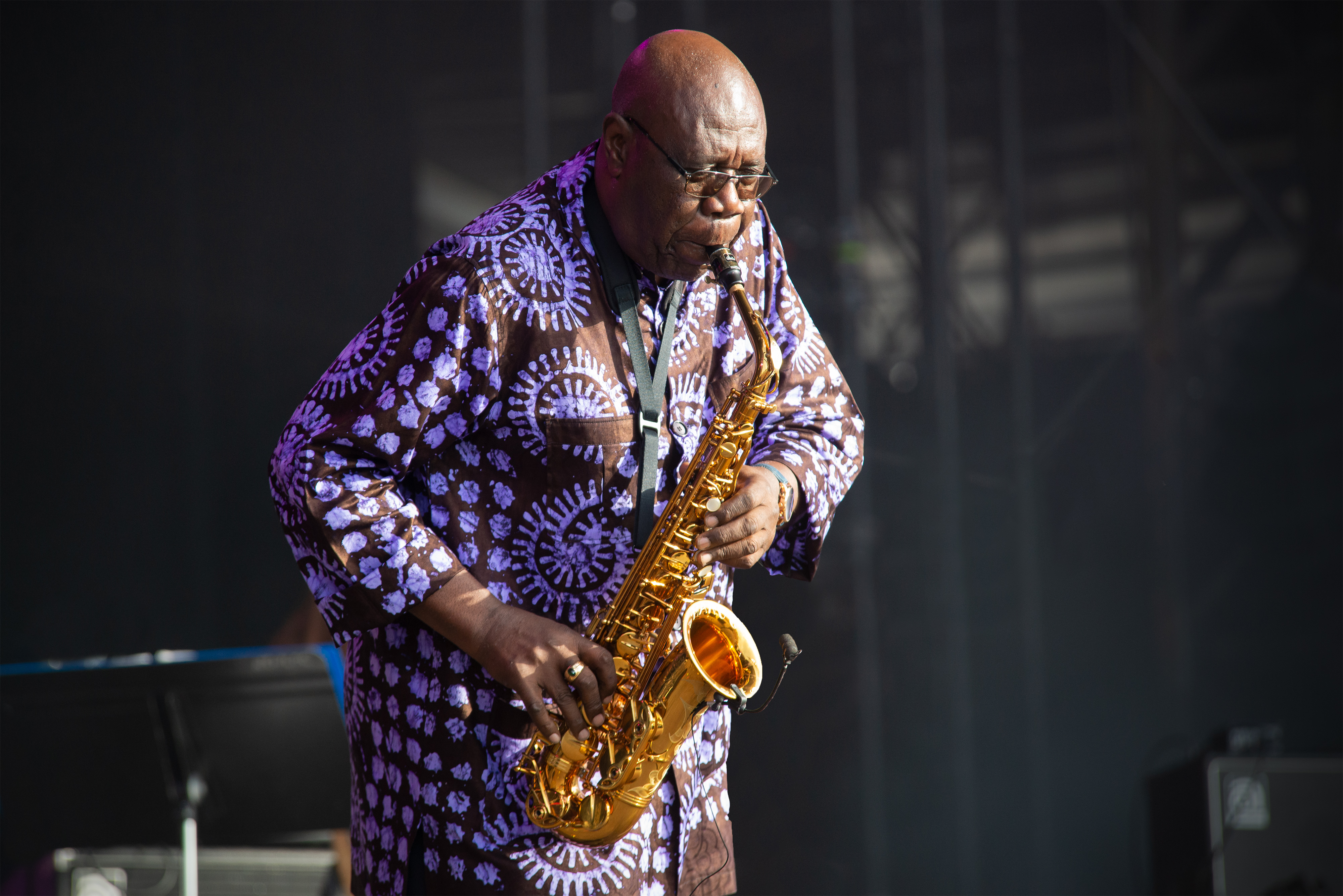
Vendredi 26 juillet : Charlotte Gainsbourg, The Avener, Manu Dibango, Sepultura, Thylacine,  La Fraicheur, L_cio, Michelle David & the Gospel sessions, Joyce Muniz, Demônios da Garoa, Teto Preto, Tassia Reis, Samifati, Batucada Oléado
- Samedi 27 juillet : Jeanne Added, Lomepal, Hocus Pocus, Kiddy Smile, Céu, Pongo, Demônios da Garoa, Samifati, Batucada Çavamania
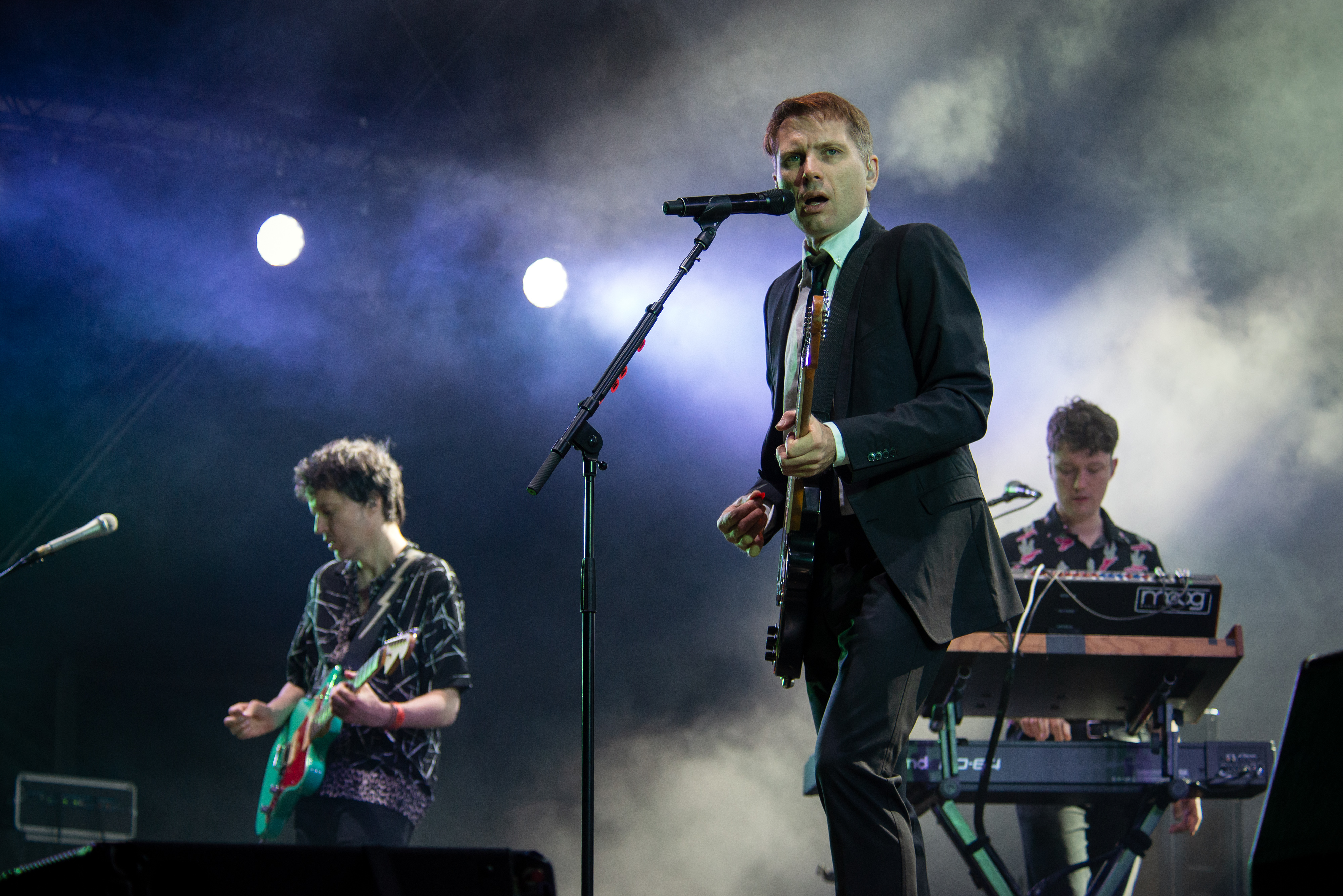
Dimanche 28 juillet : Orelsan, Franz Ferdinand, Bernard Lavilliers, Tropkillaz, Edgar, Joyce Muniz, Demônios da Garoa, Tassia Reis  - Édition 2019
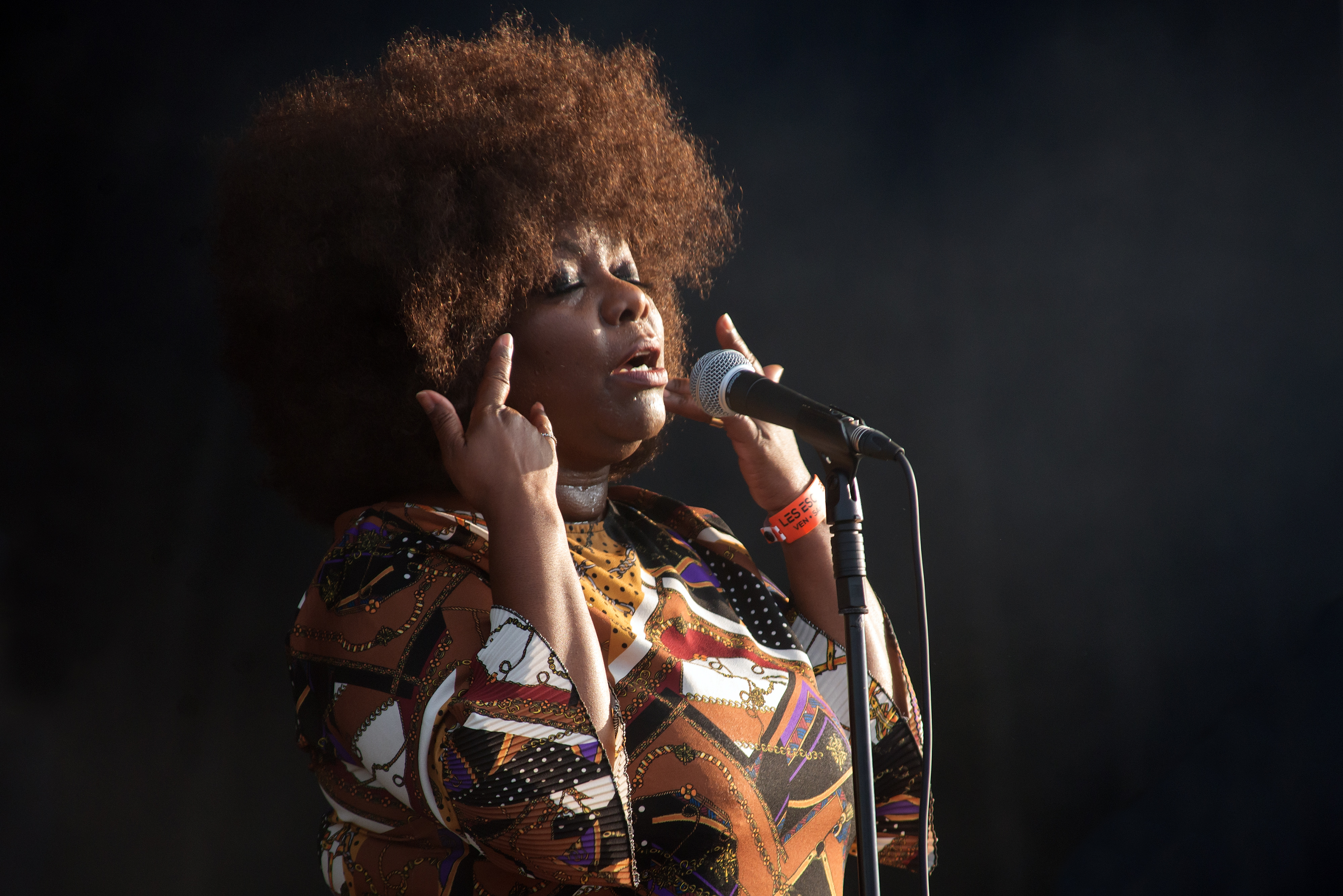
Michelle David
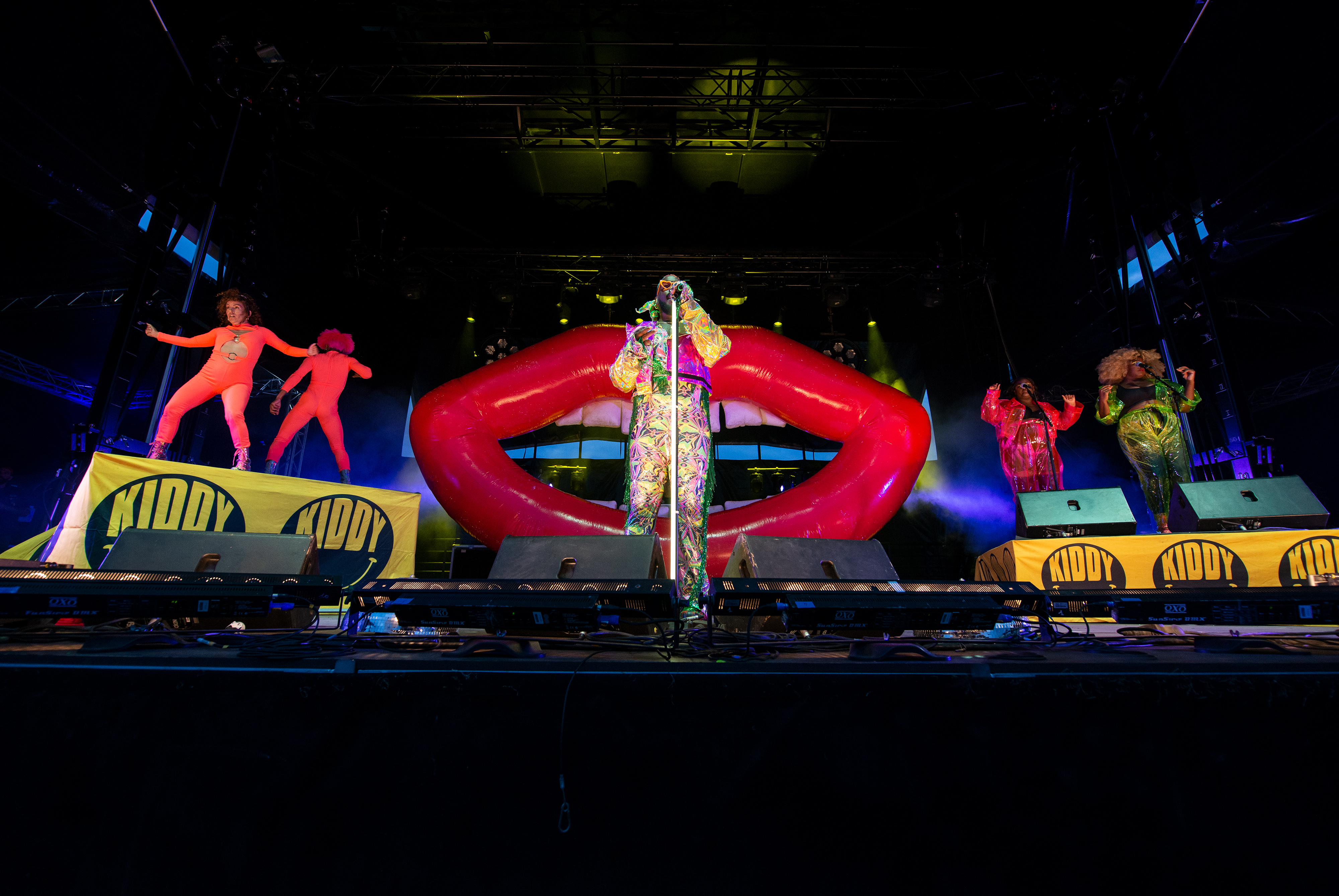
Kiddy Smile
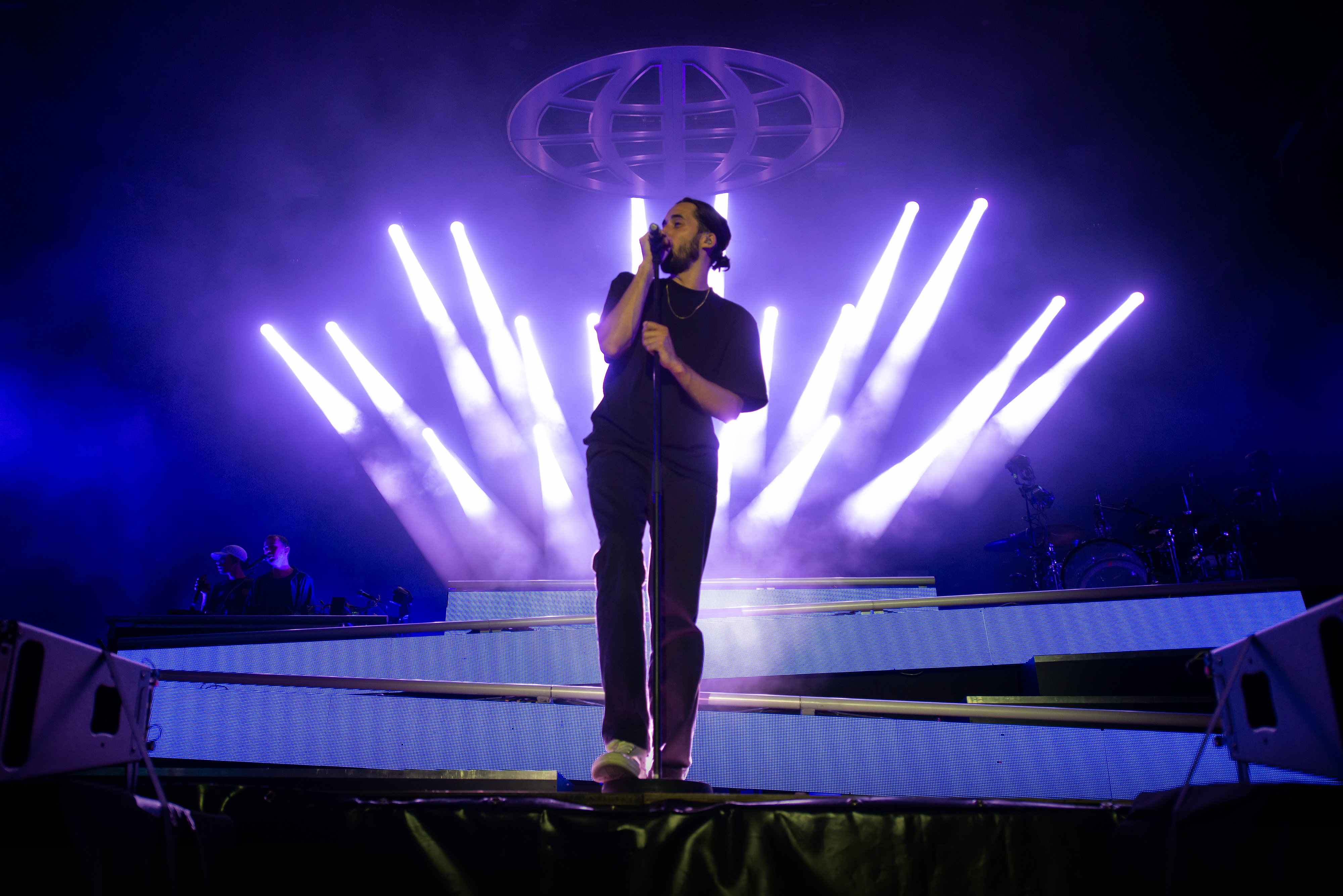
Lomepal
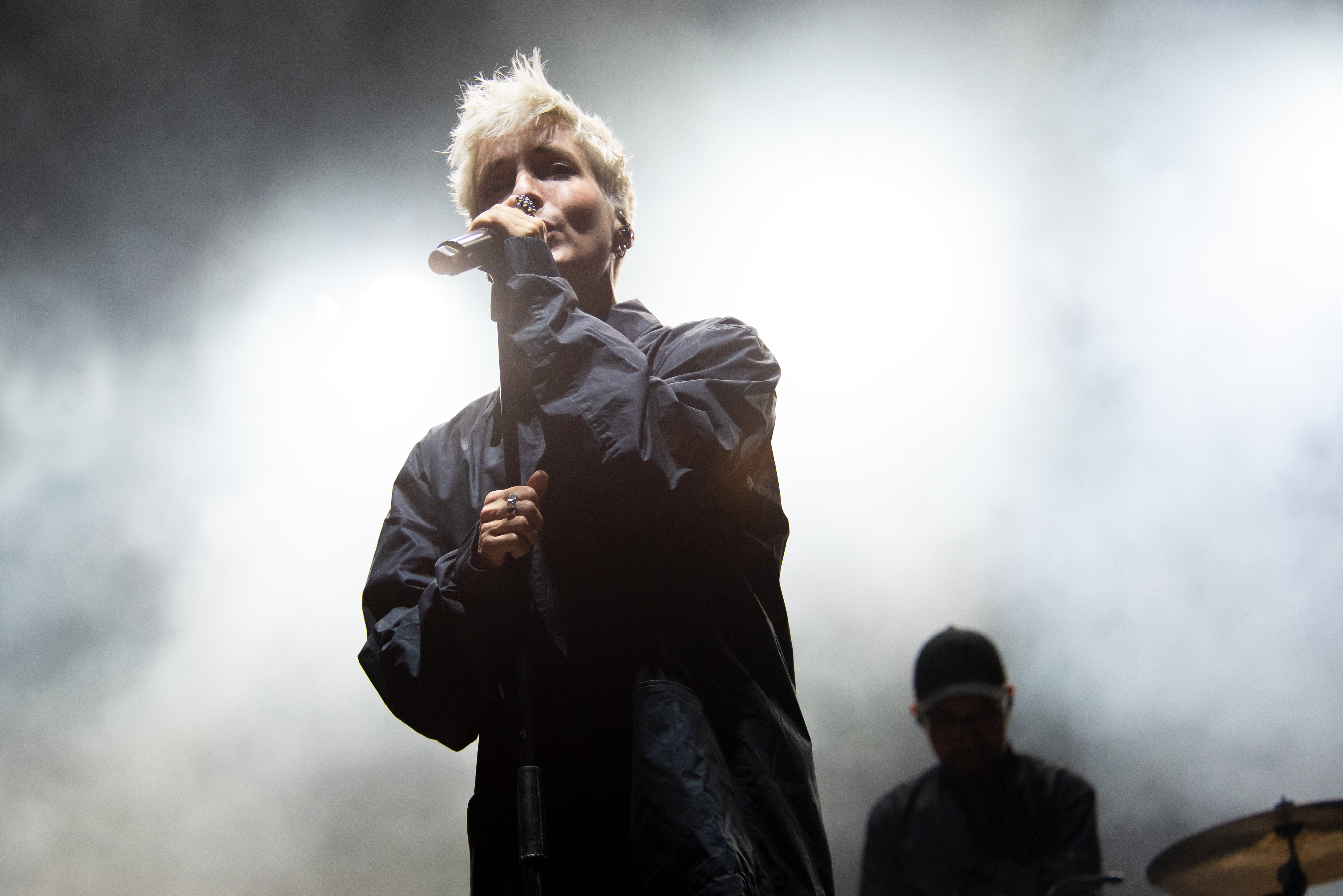
Jeanne Added
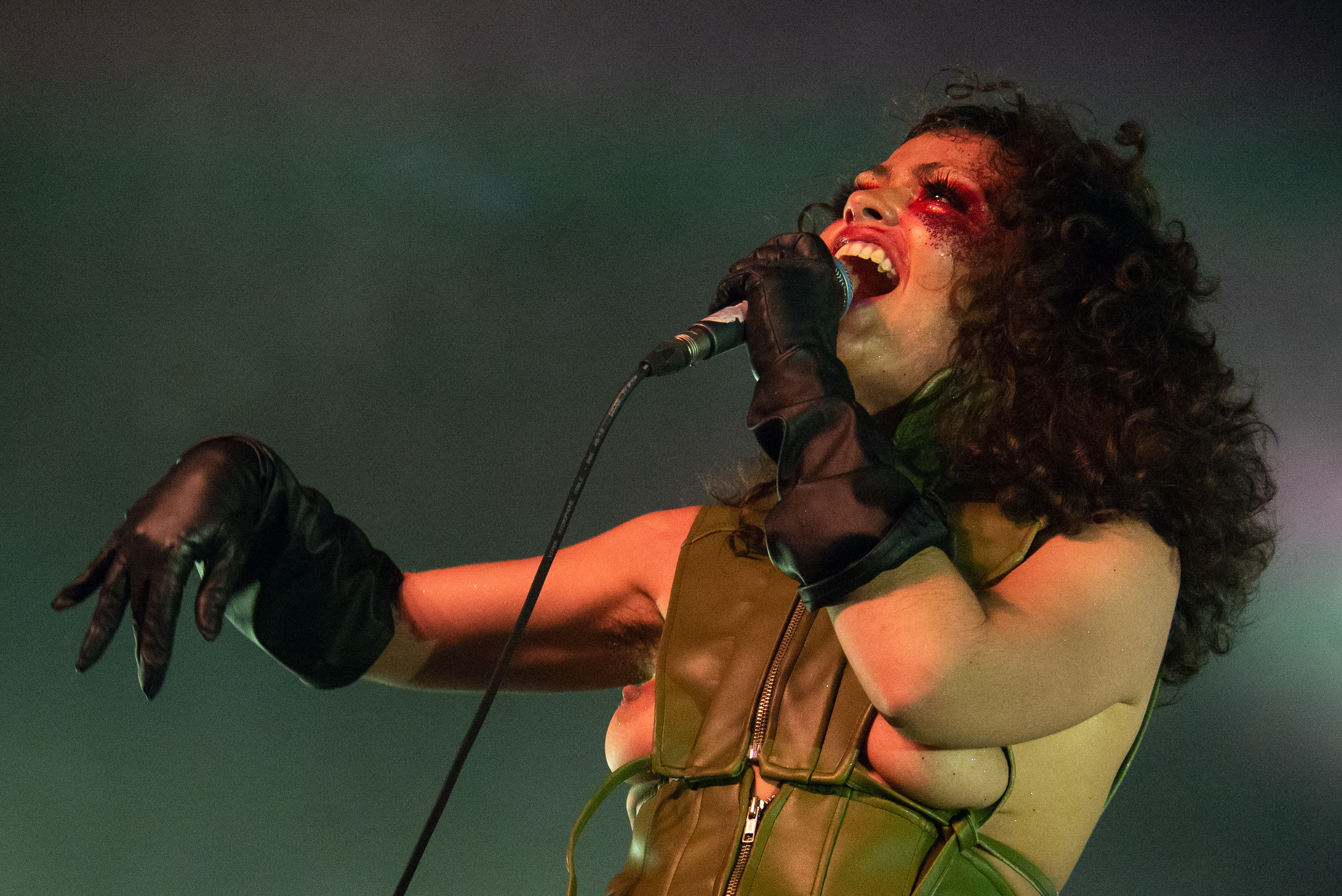
Teto Preto
  - Céu
  - Manu Dibango
  - Franz Ferdinand
  - Michelle David
  - Kiddy Smile
  - Lomepal
  - Jeanne Added
  - Teto Preto

#### Édition 2022
- Vendredi 29 juillet : Clara Luciani, La Femme, Oboy, Lucie Antunes, Minyo Crusaders, Teke::Teke, Wu-Lu, Steph Strings, Bohemian Betyars, Hit la Rosa, Kabeaushé, Nakeye, Eli Escobar, Turkana
- Samedi 30 juillet : Hatik, Deluxe, Le concert des 30 ans, Vladimir Cauchemar, Marina Satti, Gaëtan Roussel, Last Train, Samifati
- Dimanche 31 juillet : Kungs, Morcheeba, Woodkid, Laeti, Suzane, James BKS, Os Amantes, Hit la Rosa, Aysa, Kabeaushé

#### Édition 2023[9]
- Vendredi 28 juillet : Gazo, Angèle, Izïa, Adomaa, Astéréotypie, FishBach, Meule, Sangjaru, Postcards, The Boondocks, Teen Jesus and the Jean Teasers, Zenobia, Closet Yi, Kenya20Hz, Lechapus
- Samedi 29 juillet : Pierre de Maere, Jeanne Added, Dinos, The Blaze, Adomaa, Hervé, Skip the use, Kiki, Postcards
- Dimanche 30 juillet : Tiken Jah Fakoly, Jain, Kavinsky, Zaho de Sagazan, Adé, Cimafunk, Sangjaru